# Kaokoveld

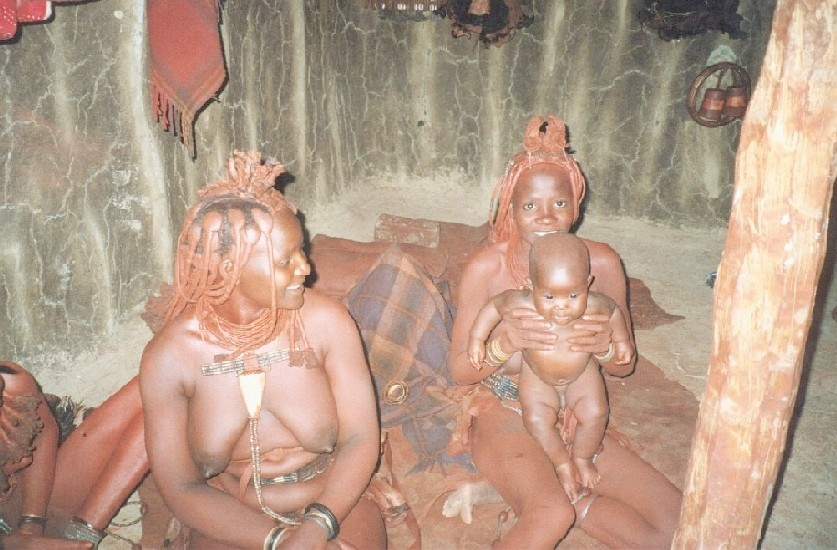
Himbafrauen im Kaokoveld

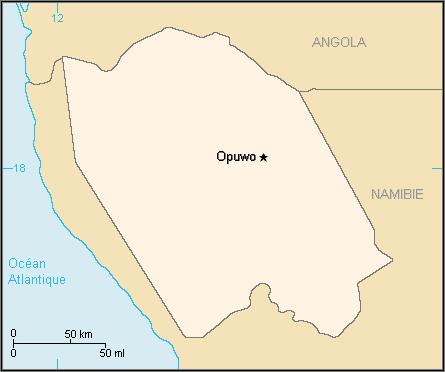
Karte des Kaokoveld

Das Kaokoveld ist ein rund 50.000 Quadratkilometer großes Gebiet im Nordwesten Namibias. Von 1970 bis 1989 bildete es unter dem Namen Kaokoland ein Homeland innerhalb Südwestafrikas.

## Geographie
Das Kaokoveld grenzt im Westen an die Skelettküste, im Norden an den Grenzfluss zu Angola, den Kunene (Epupa-Fälle), Ruacana, im Osten an das ehemalige Ovamboland (heute Omusati-Region) und im Süden an das Damaraland. Bei weniger als 350 mm jährlichem Niederschlag ist im Kaokoveld kein Ackerbau möglich. Die hier lebenden Himba und Herero leben entsprechend traditionell als Jäger und Sammler oder Viehzüchter.
Zum Kaokoveld gehören folgende Landschaften und vor allem Gebirge:
- Etendeka
- Giraffenberge
- Hartmannberge
- Joubertberge
- Onjuwaebene
- Otjihipaberge
- Steilrandberge

Opuwo ist mit 7900 Einwohnern die einzige Stadt des Kaokoveldes; der Ort Sesfontein schließt das Kaokoveld im Süden ab.

## Geschichte
| Kaokoland                                                | Kaokoland                                  |
| -------------------------------------------------------- | ------------------------------------------ |
|                                                          |                                            |
| Hauptstadt                                               | Ohopoho                                    |
| Größe                                                    | 48.982 km²                                 |
| Einwohner                                                | 9234 (1960)                                |
| Staatsform                                               | Homeland                                   |
| Gründung                                                 | 1970 (1980)                                |
| Auflösung                                                | Mai 1989 (vor der Unabhängigkeit Namibias) |
| Währung                                                  | Südafrikanischer Rand                      |
| Autokennzeichen                                          | SWA                                        |
| Lage des ehemaligen Homelands Kaokoland in Südwestafrika |                                            |

Das Kaokoveld wurde durch den Bremer Kaufmann Adolf Lüderitz von Eingeborenen bereits vor der Gründung Deutsch-Südwestafrikas erworben und war somit kein Konzessionsland. 1885 veräußerte er seine Erwerbungen an mehrere Käufer, die ihrerseits ihre Rechte per 10. Oktober 1885 an den Deutschen Kolonialverein – daraus wurde 1887 die Deutsche Kolonialgesellschaft – übertrugen.
Am 12. August 1893 erwarb die Firma L. Hirsch & Co. das damals mit 100.000 Quadratkilometern angegebene Gebiet und gründete am 11. April 1895 die Kaoko-Land- und Minen-Gesellschaft mit Sitz in Berlin. Die Gesellschaft versuchte erfolglos, das riesige Gebiet wirtschaftlich zu erschließen und finanzierte dazu in den Jahren 1894, 1895, 1897 (durchgeführt von Georg Hartmann) sowie 1906 und 1910 Expeditionen. Zuletzt entdeckte man zwei Eisenerz-Lagerstätten, die jedoch wegen mangelnder Transportmöglichkeiten nicht abgebaut werden konnten.

Nach dem Ende des Ersten Weltkrieges wurde die Gesellschaft durch die Südafrikanische Union enteignet.
Im Odendaal-Plan 1964 wurde das Kaokoland im Rahmen der Apartheidpolitik der südafrikanischen Regierung als Homeland für die Himba vorgesehen. Von 1970 bis 1989 hatte es diesen Status inne.

## Flora und Fauna
Das Kaokoveld ist bekannt für seinen durch konsequente Bekämpfung der Wilderei inzwischen wieder reichen Wildbestand, darunter die wieder häufiger vorkommenden Nashörner (nicht zuletzt ein Verdienst des „Save the Rhino Trust“) und Wüstenelefanten. Es ist unklar, ob es sich dabei bereits um eine eigenständige Unterart oder um eine seit Jahrzehnten dort sesshafte und angepasste Gruppe der afrikanischen Elefanten handelt. Ihr Verhalten unterscheidet sich in vielfacher Hinsicht von dem ihrer in den afrikanischen Savannen lebenden Artgenossen. Die Unzugänglichkeit des Gebietes einerseits und die Bekämpfung der Wilderei andererseits haben zu einem stetigen Anwachsen der Elefantenbestände im Kaokoveld geführt. Mancherorts stellen die von den Elefanten verursachten Schäden ein Problem dar. Manche Elefanten wurden erschossen, nachdem Touristen durch sie zu Schaden gekommen waren.
Typisch für dieses Gebiet ist die Namibische Myrrhe (Commiphora Wildii). Sie sondert, ohne dass die Rinde angeschnitten werden muss (wie etwa beim Weihrauch), ein duftendes Harz ab, welches traditionell von den Frauen vom Stamm der Himba geerntet wird. Die Ernte dieses Harzes ist nachhaltig, da nur natürlich ausgeschiedenes Harz gesammelt wird. Es wird zum Räuchern und für kosmetische Zwecke genutzt.

## Verkehr
Abseits der wenigen Hauptverbindungen sind zum Befahren der Straßen Allradfahrzeuge und GPS-Navigation nötig. Der Van Zyl’s Pass ist auch für Geländefahrer nur in Ost-West-Richtung zu bewältigen. Eine besser zu befahrende Alternativstrecke führt von Okangwati an die Epupa-Fälle. Auch diese Strecke kann nur mit geringer Geschwindigkeit befahren werden.